# Miguel Faria Jr.
Miguel Faria Júnior (Rio de Janeiro, 28 de setembre de 1944) és un cineasta brasiler.

## Biografia
Tot i que produeix i escriu guions, el major èxit de Miguel Faria Jr. prové de les pel·lícules que va dirigir, com "A república dos assassinos" (1979) i "O xangô de Baker Street", entre d'altres. Va guanyar els premis a la millor pel·lícula i a la millor direcció al Festival de Cinema de Gramado de 1990, amb Stelinha.
El seu documental Vinícius (2005), sobre Vinícius de Moraes, va portar 300.000 espectadors al cinema, un rècord entre els documentals posteriors a la recuperació. Faria Jr el va seguir amb una pel·lícula sobre Chico Buarque, Chico: Artista brasileiro.

## Filmografia
- 2005 Vinícius
- 2001 O Xangô de Baker Street
- 1990 Stelinha
- 1984 Para Viver Um Grande Amor
- 1979 República dos Assassinos
- 1978 Waldemar Henrique canta Belém
- 1977 Na Ponta da Faca
- 1974 Um Homem Célebre
- 1971 Matei Por Amor
- 1970 Pecado Mortal
- 1969 Lamartine Babo

O Sexto Páreo
Pedro Diabo Ama Rosa Meia Noite